# Стенли Кубрик
Стенли Кубрик (на английски: Stanley Kubrick) е американски режисьор, сценарист, продуцент и фотограф, живял през голяма част от кариерата си и починал във Великобритания.
Смятан за един от най-добрите кинорежисьори през втората половина на 20. век, той е известен с внимателния подбор на сюжетите си, с бавния си начин на работа, с разнообразието от жанрове, в които работи, и с техническия си перфекционизъм.
Филмите на Кубрик се характеризират с формалистичен визуален стил и педантично внимание към детайлите, като по-късните често включват елементи на сюрреализма и експресионизма, които разкъсват структурираното линейно повествование. Филмите му често са определяни като бавни и методични, отражение на неговия педантичен характер. Повтаряща се тема в произведенията на Стенли Кубрик е нехуманното отношение на човек към човека. Те са често разглеждани като изпълнени с ироничен песимизъм, но някои критици откриват в тях по-скоро предпазлив оптимизъм.
Филмът, който за пръв път привлича вниманието на критиката към Стенли Кубрик, е „Пътища на славата“, първият от три филма, посветени на дехуманизиращото въздействие на войната. Много от филмите му първоначално получават хладен прием и едва години по-късно се оценяват като шедьоври със силно влияние върху следващите поколения режисьори. Това се отнася в особено голяма степен до „2001: Космическа одисея“, сочен като един от най-реалистичните от научна гледна точка и най-иновативните във визуално отношение научнофантастични филми на всички времена, като в същото време запазва енигматичното нелинейно развитие на действието.
Повечето филми на Кубрик са успешни в търговско отношение. Всички негови филми от средата на 50-те години до смъртта му, с изключение на „Сиянието“, получават номинации за Оскар, Златен глобус или БАФТА. Самият той е неколкократно номиниран за Оскар като сценарист и режисьор, но единствената му лична награда е за специалните ефекти на „2001: Космическа одисея“.

## Произход и младежки години
Стенли Кубрик е роден на 26 юли 1928 г. в Манхатън, Ню Йорк, първото от две деца на Жак Ленърд Кубрик (1901 – 1985) и съпругата му Гертруд (1903 – 1985). Неговата сестра, Барбара, е родена през 1934. Жак Кубрик, чиито родители са били евреи от австрийски, румънски и полски произод, е бил лекар.
Бащата на Кубрик го научава да играе шах, когато Стенли е на дванайсет години и той се превръща в запален шахматист за цял живот. Когато е на тринайсет, Жак му подарява фотоапарат, което запалва интереса му към фотографията. Като тийнейджър Кубрик се интересува от джаз и за кратко опитва кариера като барабанист.
Кубрик посещава гимназията „Уилям Хауърд Тафт“ от 1941 до 1945 г., където се проявява като слаб ученик. Завършва през 1945 г., но със слаби оценки и заради завръщащите се млади войници от Втората световна война му е невъзможно да продължи образованието си. Години по-късно Кубрик говори пренебрежително за своето образование и образованието като цяло, поддържайки, че нищо в училище не го е интересувало. Родителите му го изпращат да живее при роднини в Лос Анджелис за една година, надявайки се това да му помогне.
Докато е още в училище, той е избран за училищен фотограф за една година. През 1946 г., тъй като не е приет за дневните лекции в колежите, посещава вечерните класове в Сити Колидж в Ню Йорк. Търси работа като фотограф на свободна практика и до завършването си продава снимки на списание „Луук“ (на английски – „Look“, „Поглед“) Кубрик печели допълнителни доходи, играейки шах в Скуеър Парк във Вашингтон и няколко манхатънски клубове. Станал стажант фотограф в списание „Луук“ през 1946 г., а по-късно щатен фотограф.
През тези години Кубрик се жени за Тоба Мец (р. 1930) на 29 май 1948 г. Живеят в Гринуич Вилидж и се развеждат през 1951 г. През това време Кубрик често ходи на филмови прожекции в Музея на модерното изкуство и кината в Ню Йорк.

## Кариера

### Начало на кариерата
През 1951 г. Алекс Сингър, приятел на Кубрик, го убеждава да прави кратки документални филми за „Походът на времето“ (на английски – „The March of Time“), които доставят кинопрегледи за кината. Кубрик се съгласява и заснема независимия „Денят на битката“ през 1951 г. Вдъхновен от бързия успех, Кубрик напуска работата си в списание „Луук“ и започва работа върху втория си късометражен документален филм „Летящият падре“, финансиран от RKO. Трети късометражен филм „Моряците“, бил заснет веднага след първия му пълнометражен филм „Страх и желание“, за да компенсира загубите. Това е 30-минутен промоционален филм за Международния съюз на моряците и е първият цветен филм на Кубрик. Тези три филма са единствените запазени документални филми на Кубрик.

### 1950-те години
Кубрик преминава към игралните филми със „Страх и желание“ от 1953 г., в който се разказва за група войници, оказали се зад вражеските линии в измислена война. Докато се безпокоят как да избягат, се натъкват на жена, която залавят от страх да не ги предаде. Един от войниците се влюбва с нея, но я застрелва, когато тя се опитва да избяга, след което той напуска взвода. Друг войник не е съгласен просто да избягат и убеждава останалите да убият генерал в намираща се наблизо база.
Целият екип на филма се състои от самия Кубрик и тогавашната му съпруга Тоба Мец, а сценарият е написан от Хауърд Саклър, приятел на Кубрик, който по-късно става известен театрален драматург. „Страх и желание“ събира добри оценки от критиката, но е комерсиален провал. По-късно Кубрик се чувства засрамен от филма, описвайки го като аматьорско постижение. Не разрешава „Страх и желание“ да се показва на ретроспективни прожекции и прави всичко възможно да го държи далеч от разпространение.
Бракът на Кубрик с Тоба Мец приключва по време на снимките на „Страх и желание“. Среща втората си съпруга – родената в Австрия танцьорка и сценографка Рут Соботка – през 1952 г. Живеят заедно в Ню Йорк от 1952 г. до брака им на 15 януари 1955 г. През лятото на същата година се преместват в Калифорния. Соботка, която получава малка роля в следващия филм на Кубрик „Целувката на убиеца“, работи и като художествен директор върху „Убийството“. Също като „Страх и желание“, „Целувката на убиеца“ е късометражен игрален филм, с продължителност малко повече от час. Получава ограничен финансов и критичен успех. Филмът е за млад боксьор в тежка категория в края на своята кариера, който се забърква в любовен триъгълник, в който неговият съперник е замесен в организираната престъпност. „Страх и желание“ и „Целувката на убиеца“ са финансирани от семейството и приятелите на Кубрик.
Алекс Сингър представя Кубрик на младия продуцент Джеймс Б. Харис и двамата стават близки приятели. Тяхното бизнес партньорство – Harris-Kubrick Productions – финансира следващите три филма на Кубрик. Двамата купуват правата върху романа на Лайнъл Уайт „Чисто измъкване“, който Кубрик и съсценаристът му Джим Томсън превръщат в „Убийството“. Във филма се разказва за педантично заплануван обир на писта за конни надбягвания, който се обърква, след като крадците се измъкват с парите. Това е първият пълнометражен филм на Кубрик с професионален екип и актьори. Както в романа, и във филма разказването на историята става непоследователно и през персепективата на различни персонажи. Тази техника е крайно необичайна за американското кино през 50-те години и е имитирана почти 40 години по-късно в „Глутница кучета“ на режисьора Куентин Тарантино, който признава, че филмът на Кубрик му е оказал голямо влияние,, а критиците забелязват сходство в сюжетите.  В много отношения „Убийството“ е филм ноар. Този вид криминални филми са най-популярни през 40-те години, но днес мнозина считат този филм за един от най-добрите в този жанр. Въпреки че филмът не е финансов успех, критиците му дават добри оценки.
Широката популярност на „Убийството“ привлича вниманието на Метро-Голдуин-Майер. Студиото предлага на Кубрик и Харис своята колекция от защитени с авторски права сюжети, от които те да си изберат следващия проект. През това време Кубрик работи с Калдер Уилингхам върху адаптация на австрийския роман „Горящата тайна“. Въпреки че Кубрик е ентусиазиран от проекта, той бил захвърлен.
Следващият филм на Кубрик „Пътеки на славата“ е за Първата световна война по едноименния антивоенен роман на Хъмфри Коб, написан през 1935 г. В него се разказва за френско поделение, което е изпратено на невъзможна мисия от началниците си. В резултат на провала трима невинни войници са обвинени в липса на храброст и осъдени на смърт, уж за пример на войската, но всъщност служейки за изкупителна жертва за недостатъците на командирите. Кърк Дъглас е в ролята на полковник Дакс, човеколюбив офицер, който се опитва да предотврати екзекуцията на войниците. Дъглас помага да се осигури финансиране за амбициозната продукция. Филмът не постига успех сред публиката, но е оценен от критиката и остава широко възхваляван в киносредите, установявайки Кубрик като млад многообещаващ режисьор. Критиците хвалят липсата на сантименталност и полиране на бойните сцени и студената, черно-бяла операторска работа. Спилбърг го посочва като един от любимите му филми на Кубрик.
По време на снимките на „Пътеки на славата“ в Мюнхен, Кубрик се среща с немската актриса Кристиане Харлан (в титрите представена със сценичното си име „Сузане Кристиан“), която играе единствената женска роля във филма. Кубрик се развежда с втората си жена, Рут Соботка, през 1957 г. Кристиане Сузане Харлан (родена през 1932 в Германия) принадлежи на театрално семейство и има актьорско образование. Тя и Кубрик се женят през 1958 г. и остават заедно до смъртта му през 1999 г. През това време Кристиане се съсредоточава върху кариерата си на художничка. От първия си брак с немския актьор Вернер Брунс тя има дъщеря на име Катарина, родена през 1953 г. С Кубрик имат две дъщери – Аня (1959 – 2009) и Вивиан (родена 1960). Братът на Кристиане Ян Харлан е изпълнителният продуцент на Кубрик от 1975 г.

### 1960-те години
След завръщането си в Съединените щати Кубрик работи шест месеца върху филма с Марлон Брандо „Еднооки валета“ (на английски „One-Eyed Jacks“). Двамата се скарват заради противоречия в кастинга и Брандо го уволнява, довършвайки сам филма. Кубрик работи върху няколко непродуцирани сценарии, докато Кърк Дъглас не го моли да поеме епичната продукция „Спартак“ от Антъни Ман, който е освободен от студиото две седмици след започването на снимките.
Разказвайки за истинската история за провалено въстание на римски роби, „Спартак“ е изпълнена с трудности продукция. Възникват творчески различния между Кубрик и Дъглас и двамата имат бурни взаимоотношения. Разочарован от липсата на творчески контрол, Кубрик по-късно се отрича от филма, което допълнително ядосва Дъглас. Приятелството между двамата, създадено в „Пътища на славата“, е разрушено при снимките на „Спартак“. Години по-късно Дъглас нарича Кубрик „талантливо лайно“. „Спартак“ е единственият филм на Кубрик, в който той не е замесен в писането на сценария, няма контрол над крайния вид на филма, не е продуцент и няма власт над избора на актьорите. Това е до голяма степен проект на Кърк Дъглас.
Въпреки затрудненията на снимачната площадка „Спартак“ е критически и комерсиален успех и затвърждава Кубрик като голям режисьор. Трудната продукция убеждава Кубрик да търси начини да работи с холивудско финансиране, докато остава независим в правенето на филми.
„Спартак“ печели четири Оскара, един от които за Питър Устинов за ролята на търговеца на роби Бетиаций, единствения актьор, спечелил тази награда под режисурата на Кубрик.
През 1962 г. Кубрик се мести в Англия да снима „Лолита“, като остава да живее там до края на живота си. Първоначалната мотивация е да снимат филма в страна с по-слаби закони за цензура. Кубрик трябвало да остане в Англия да снима „Д-р Стрейнджлав“, тъй като на Питър Селърс е забранено да напусне Англия заради съдебна процедура по развода му, а снимането на „2001: Космическа одисея“ има нужда от големите звукови площадки на Шепъртън Студиос, каквито няма в Америка. Кубрик решава да остане в Англия за постоянно след заснемането на първите два от тези филми.
„Лолита“ е първият спорен филм на Кубрик. В романа, написан от Владимир Набоков, се разказва за афера между мъж на средна възраст на име Хумберт Хумберт и неговата дванайсетгодишна доведена дъщеря. Трудната тема е осмяна с рекламното изречение „Как изобщо направиха филм от Лолита?“ Кубрик казва по-късно, че ако знаел колко трудности ще му причинят цензорите, нямало да се захване с филма.
Отначало Кубрик наема Набоков да адаптира романа си. Писателят подготвя сценарий от 400 страници, които по-късно намалява на 200. Финалната версия е написана от самия Кубрик, а Набоков изчислява, че само около 20% от неговата работа е останала във филма. По-късата версия на Набоковия сценарий е публикувана след време под заглавието „Лолита: Сценарий“.
Отзивите на критиката са смесени. Много възхваляват филма за смелата тема, докато други са изненадани от липсата на интимност между Лолита и Хумберт. Филмът е номиниран за Оскар за най-добър адаптиран сценарий, а Сю Лайън, която играе Лолита, печели Златен глобус за изгряваща звезда.
Следващия филм на Кубрик „Д-р Стрейнджлав или как престанах да се страхувам и обикнах атомната бомба“ се превръща в култов филм и се счита за класика. Сценарият е по романа „Червен сигнал за тревога“, написан от бившия лейтенант от кралските военновъздушни сили Питър Джордж. Сценарият е на Кубрик и Джордж, със съдействието на американския сатирик Тери Садърн. Романът е сериозна история за неочаквана атомна война. Кубрик счита условията, довели до ядрената война, за абсурдни и така историята става зловеща комедия.
Във филма се разказва за неупълномощена американска атака с ядрено оръжие над Съветския съюз, започната от генерал Джак Д. Рипър (името на персонажа е свързано с Джак Изкормвача, на английски Jack the Ripper), който дава заповед на няколко бомбардировача да пуснат бомби над целите си. Самолетите не могат да бъдат отзовани без нужните кодове. Филмът проследява три действия: военновъздушната база на Рипър, където капитан Лайнъл Мандрейк (Питър Селърс) се опитва да спре полуделия ген. Рипър и да вземе кодовете; военната стая в Пентагона, където президентът на Съединените щати (Селърс) и ген. Бък Търгидсън (Джордж Скот) се опитват да развият стратегия със Съветския съюз, за да спрат бомбардировачите; и самолета на майор Конг, където той и екипажът му (без да знаят, че заповедите им са неверни) упорито се опитват да завършат мисията си. Скоро става ясно, че бомбардировачите ще достигнат Русия и само ген. Рипър знае кодовете. На този етап персонажът на д-р Стрейнджлав (третата роля на Селърс) е представен на зрителите. Неговият план за осигуряване на оцеляването на най-силните от човешката раса след ядрен холокост е връхната точка на тази черна комедия.
Питър Селърс, който има централна роля в „Лолита“, е нает да изиграе четири роли в „Д-р Стрейнджлав“. Накрая той играе три, заради травма в крака и трудности в овладяването на тексаския акцент на пилота на бомбардировача майор „Кинг“ Конг. Кубрик по-късно нарича Селърс „удивителен“, но съжалява, че маниакалната енергия на актьора се губела след два или три дубъла.
По-късно Питър Селърс става международна звезда, но по времето на „Д-р Стрейнджлав“ той е само британски комик, почти непознат в Съединените щати. Въпреки че това е шестият филм, в който Селърс играе няколко роли, в началото повечето американски зрители не осъзнават, че той е в три роли, всички от тях с отличителни външност, акценти и характери. Д-р Стрейнджлав е маниакален немски учен, докато плешивият президент на САЩ е кротък мъж със здрав разум, а Лайнъл Мандрейк е вдървен мустакат британски офицер.
Кубрик работи пет години върху следващия си филм „2001: Космическа одисея“. Той написва сценария с писателя на научна фантастика сър Артър Кларк, разширявайки разказа на Кларк „Стражът“. Кубрик казва на Кларк, че целта му е да направи „най-великия научнофантастичен филм“.
„2001“ започва преди четири милиона години с контакт между група маймуни и мистериозен черен монолит, който им дава способността да използват костите на умрели животни като сечива и оръжия. Това ново знание им позволява да си върнат едно езерце от друга група маймуни, които не умеят да използват оръдия на труда. Една от победилите маймуни хвърля костта във въздуха, когато става и прочутият преход на кадрите към сателит в орбита, около 2000 г. През това време група американци на лунна база са открили монолит, подобен на този, който маймуните виждат, който изпраща радио сигнал до Юпитер. Осемнадесет месеца по-късно, група астронавти на кораба „Дискавъри“ („Откритие“, на английски Discovery) са изпратени да изследват Юпитер, без да знаят целта на мисията си. По време на полета съзнателният компютър на кораба ХАЛ 9000, знаейки истината за мисията, изпада в неизправност, но оказва съпротива срещу изключване. Вярвайки, че контролът му върху мисията е решаващ, компютърът спира животоподдържащите системи на екипажа преди да бъде изключен от оцелелия астронавт Дейвид Бауман. Той изследва друг монолит в орбита около Юпитер, при което е хвърлен в портал в пространството с висока скорост, виждайки много странни космически феномени. Неговото междузвездно пътешествие свършва с трансформацията му в нещо подобно на ембрион, затворено в кълбо от светлина, гледайки над Земята от космоса.
С бюджет от 10 милиона долара филмът е мащабна за времето си продукция. Иновативните специални ефекти под надзора на Кубрик са проектирани от екип, който включва и младия Дъглас Тръмбул, който ще стане известен с работата си върху „Блейд Рънър“. Кубрик използва техники, от които Джордж Лукас ще се възползва по-късно за „Междузвездни войни“. Филмът е рядък пример с представянето си на реалистично пътуване в космоса, изпълнено с пълна тишина в космическия вакуум и реалистично показване на безтегловността.
Филмът е известен с използването на класическа музика вместо музика, написана специално за филма. „Тъй рече Заратустра“ от Рихард Щраус и „На хубавия син Дунав“ от Йохан Щраус са незаличимо свързвани с филма.
Въпреки че в крайна сметка постига огромен успех, филмът не се превръща в незабавен хит. Първоначалната реакция на критиката е изключително враждебна. Критиците нападат филма за липсата на диалог, бавното действие и привидно неразбираемата история. От уста на уста сред младата публика на 60-те години филмът се превръща в хит. Въпреки номинациите за режисура, сценарий и продуцентство, единствената награда на Американската академия, която Кубрик получава, е тази за специалните ефекти. Днес мнозина считат „2001: Космическа одисея“ за най-добрия фантастичен филм, правен някога
Артистично, „2001“ е радикално скъсване с предишните филми на Кубрик. В него има само 45 минути с диалог, при времетраене на филма от два часа и двадесет минути. След този филм Кубрик няма да експериментира толкова много със специални ефекти или формата на разказа. Въпреки това и следващите му филми ще имат някакво ниво на неяснота.

### 1970-те години
След 1971 г. Кубрик опитва да направи филм за живота на Наполеон Бонапарт. Когато не успява да осигури финансиране, Кубрик започва да търси проект, който може да реализира бързо и с малък бюджет. Така се спира на „Портокал с часовников механизъм“. Неговата адаптация на романа на Антъни Бърджес е мрачно и шокиращо изследване на насилието в човешкото общество. Филмът първоначално получава рейтинг Х в Съединените щати.
Действието във филма се развива във футуристична версия на Великобритания, която е едновременно авторитарна и хаотична. Главният персонаж е тийнейджър хулиган на име Алекс ДеЛардж (Малкълм Макдауъл), който заедно с бандата си радостно измъчва, пребива, ограбва и изнасилва без угризения. След като убива по-възрастна жена, той е пратен в затвора. Алекс преминава през експериментално лечение, известно като Техниката на Лудовико, в което той е накаран да слуша класическа музика, която обича, докато гледа сцени на насилие, а през него пускат електрически ток. След като е освободен, той се натъква на бившите си съучастници, които са станали полицаи и които безмилостно го пребиват. Тогава той се озовава в дома на политически писател, който първоначално симпатизира на тежкото състояние на Алекс, докато не го разпознава като младия мъж, който брутално изнасилва съпругата му и го парализира няколко години преди това.
В този филм Кубрик продължава традицията, започнала с „2001: Космическа Одисея“, да използва класическа музика. Но в този филм музиката е в сцени, изпълнени с жестоко насилие и сексуалност, а не с грациозни полети на космически кораби и присъствие на мистериозни извънземни.
Подражаващи на сцени от филма престъпления започват да се извършват в Англия от престъпници, облечени в костюми на персонажите от „Портокал с часовников механизъм“. Британските читатели отбелязват, че Кубрик не е показал във филма последната глава от романа (която липсва и в американското издание на книгата), където Алекс намира изкупление и здрав разум.
След като получава смъртни заплахи за себе си и семейството си, Кубрик спира филма от разпространение във Великобритания. Филмът не може да бъде гледан в Обединеното кралство до повторното му разпространение в кината през 2000 г., една година след смъртта на Кубрик. Кино „Скала“ в Лондон прожектира филма в началото на 90-те години, Кубрик съди киното и го довежда до закриване, лишавайки Лондон от едно от малкото независими кина.

### 1980-те години
След „Бари Линдън“ режисира само още три филма. С Джак Никълсън режисира „Сиянието“, адаптация по романа на Стивън Кинг „Сияние“. Феновете на Стивън Кинг оценяват филма като несполучлив, тъй като Кубрик си позволява свободно да излиза извън рамките на романа. Самият Стивън Кинг смята филма за най-лошата адаптация на който и да било от романите му.
В средата на 80-те години Кубрик започва работа върху филма „Пълно бойно снаряжение“, по романа The Short-Timers на американския писател Густав Хасфорд, адаптиран от Майкъл Хер. Филмът е изключителен прочит на Виетнамската война и нечовешката военна подготовка, превръщаща хората в добре обучени убийци. Филмът получава номинация за Оскар през 1987 г.
Приживе започва да режисира „Изкуствен интелект“, който по-късно е довършен от Стивън Спилбърг.

### Смърт
На 7 март 1999 г., 6 дни след прожекцията на финалната версия на „Широко затворени очи“ пред семейството си и звездите на филма, Кубрик умира в съня си от инфаркт на 70-годишна възраст.

## Филмография
| година | филм                                                                       | оригинално заглавие                                                  | бележки                              |
| ------ | -------------------------------------------------------------------------- | -------------------------------------------------------------------- | ------------------------------------ |
| 1953   | Страх и желание                                                            | Fear and Desire                                                      | Първият игрален филм на Кубрик       |
| 1955   | Целувката на убиеца                                                        | Killer's Kiss                                                        |                                      |
| 1956   | Убийство                                                                   | The Killing                                                          | Първият пълнометражен филм на Кубрик |
| 1957   | Пътища на славата                                                          | Paths of Glory                                                       |                                      |
| 1960   | Спартак                                                                    | Spartacus                                                            |                                      |
| 1962   | Лолита                                                                     | Lolita                                                               |                                      |
| 1964   | Д-р Стрейнджлав или как престанах да се страхувам и обикнах атомната бомба | Dr. Strangelove or: How I Learned to Stop Worrying and Love the Bomb |                                      |
| 1968   | 2001: Космическа одисея                                                    | 2001: A Space Odyssey                                                |                                      |
| 1971   | Портокал с часовников механизъм                                            | A Clockwork Orange                                                   |                                      |
| 1975   | Бари Линдън                                                                | Barry Lyndon                                                         |                                      |
| 1980   | Сиянието                                                                   | The Shining                                                          |                                      |
| 1987   | Пълно бойно снаряжение                                                     | Full Metal Jacket                                                    |                                      |
| 1999   | Широко затворени очи                                                       | Eyes Wide Shut                                                       |                                      |

## Награди и номинации
Награди на Академията
- 1962: Най-добър адаптиран сценарий („Лолита“, номиниран)
- 1964: Най-добър филм („Д-р Стрейнджлав“, номиниран)
- 1964: Най-добър режисьор („Д-р Стрейнджлав“, номиниран)
- 1964: Най-добър адаптиран сценарий („Д-р Стрейнджлав“, номиниран)
- 1968: Най-добри специални ефекти („2001: Космическа одисея“, спечелена)
- 1968: Най-добър режисьор („2001: Космическа одисея“, номиниран)
- 1968: Най-добър адаптиран сценарий („2001: Космическа одисея“, номиниран)
- 1971: Най-добър филм („Портокал с часовников механизъм“, номиниран)
- 1971: Най-добър режисьор („Портокал с часовников механизъм“, номиниран)
- 1971: Най-добър адаптиран сценарий („Портокал с часовников механизъм“, номиниран)
- 1975: Най-добър филм („Бари Линдън“, номиниран)
- 1975: Най-добър режисьор („Бари Линдън“, номиниран)
- 1975: Най-добър адаптиран сценарий („Бари Линдън“, номиниран)
- 1987: Най-добър адаптиран сценарий („Пълно бойно снаряжение“, номиниран)

Награди БАФТА
- 1956: Най-добър филм („Убийството“, номиниран)
- 1957: Най-добър филм („Пътеки на славата“, номиниран)
- 1960: Най-добър филм („Спартак“, номиниран)
- 1964: Най-добър филм („Д-р Стрейнджлав“, спечелена)
- 1964: Най-добър британски филм („Д-р Стрейнджлав“, спечелена)
- 1964: Най-добър британски сценарий („Д-р Стрейнджлав“, номиниран)
- 1968: Най-добър филм („2001: Космическа одисея“, номиниран)
- 1971: Най-добър филм („Портокал с часовников механизъм“, номиниран)
- 1971: Най-добър режисьор („Портокал с часовников механизъм“, номиниран)
- 1971: Най-добър сценарий („Портокал с часовников механизъм“, номиниран)
- 1975: Най-добър режисьор („Бари Линдън“, спечелена)
- 1975: Най-добър филм („Бари Линдън“, номиниран)

Награди Златен глобус
- 1960: Най-добър филм („Спартак“, номиниран)
- 1960: Най-добър филм – Драма („Спартак“, спечелена)
- 1962: Най-добър режисьор („Лолита“, номиниран)
- 1971: Най-добър филм – Драма („Портокал с часовников механизъм“, номиниран)
- 1971: Най-добър режисьор („Портокал с часовников механизъм“, номиниран)
- 1975: Най-добър филм – Драма („Бари Линдън“, номиниран)
- 1975: Най-добър режисьор („Бари Линдън“, номиниран)